# باغ‌یاسم
باغ‌یاسم، روستایی از توابع بخش فیروزآباد شهرستان کرمانشاه در استان کرمانشاه ایران است. این روستا دارای آب‌وهوای کوهستانی بوده، وچشمه پرآبی به نام ضبط کین دارد. عمده محصولات کشاورزی این روستا گندم، جو و نخود است. زبان محلی این روستا گویش لکی می‌باشد و همچنین رودخانه‌ای به نام چم دراز دارد که تلفظ محلی آن چم دریژ است. این روستا در فاصله ۵۰ کیلومتری از شهر کرمانشاه قرار گرفته است.

## جمعیت
این روستا در دهستان سرفیروزآباد قرار دارد و بر اساس سرشماری مرکز آمار ایران در سال ۱۳۸۵، جمعیت آن ۴۶ نفر (۹خانوار) بوده‌است.